# برنتا (متروی میلان)
برنتا (انگلیسی: Brenta) ایستگاهی در خط ۳ متروی میلان در شهر میلان ایتالیا است. این ایستگاه در سال ۱۹۹۱ افتتاح شد.این ایستگاه ایستگاهی زیرزمینی است.